# Johannes Bastian
Johannes Bastian (* 3. März 1948 in Neuss; † 2. April 2025) war ein deutscher Pädagoge, Schulentwicklungsforscher und Hochschullehrer.

## Biografie
Nach dem Abitur in seiner Geburtsstadt begann Bastian 1969 an der Universität Hamburg in den Fächern Erziehungswissenschaft und Psychologie das Studium. 1972 schloss er es mit der ersten Staatsprüfung für das Lehramt an Volks- und Realschulen ab.
Aufbaustudium in Erziehungswissenschaft, Psychologie und Soziologie, das mit der Promotion zum Thema "Lernprozessorientiertes Lehren" abgeschlossen wurde. Von 1975 bis 1977 absolvierte er das Referendariat. Bis 1982 war Bastian Lehrer an einer Haupt- und Realschule in Hamburg.
1982 wurde er Hochschulassistent am Fachbereich Erziehungswissenschaft der Universität Hamburg. Ab 1988 wirkte er als Akademischer Rat am selben Fachbereich und wurde Leiter des Zentrums für Schulpraxis.
Ab 1997 war er Hochschullehrer am Fachbereich Erziehungswissenschaft der Universität Hamburg. Seine Arbeitsschwerpunkte waren Schulentwicklungsforschung und Lehrerbildung. Seit 2011 war er im Ruhestand.
Er leitete von 1980 bis 2019 die Redaktion der Zeitschrift Pädagogik (Beltz Verlag) und war gleichzeitig Mitherausgeber. Außerdem war er Leiter der Redaktion der Zeitschrift ›Hamburg macht Schule‹ (Pädagogische Beiträge Verlag, Hamburg).